# Stephen Wolfram
Stephen Wolfram (né le 29 août 1959) est un informaticien, physicien et homme d'affaires britannico-américain. Il est connu pour ses travaux en informatique, en mathématiques et en physique théorique,. En 2012, il a été nommé membre de l'American Mathematical Society.
En tant qu'homme d'affaires, il est le fondateur et le PDG de la société de logiciels Wolfram Research, où il travaille en tant que concepteur en chef de Mathematica et du moteur de réponse WolframAlpha.

## Vie personnelle

### Famille
Stephen Wolfram est né le 29 août 1959 de parents réfugiés allemands, d'origine juive, émigrés en Angleterre en 1933. Sa grand-mère maternelle était la psychanalyste Kate Friedlander.
Le père de Wolfram, Hugo Wolfram, était un fabricant de textiles et a été directeur général de la société Lurex, fabricant du tissu Lurex. La mère de Wolfram Sybil Wolfram, était professeur de philosophie à l'université d'Oxford, de 1964 à 1993.
Stephen Wolfram est marié à une mathématicienne. Ils ont quatre enfants ensemble,.

### Études
Wolfram a fait ses études à Eton, qu'il a quitté prématurément en 1976. Dès son plus jeune âge, Wolfram éprouve des difficultés à apprendre l'arithmétique. Il est entré au St John's College d'Oxford à l'âge de 17 ans et l'a quitté en 1978, sans avoir obtenu de diplôme,, pour s'inscrire l'année suivante au California Institute of Technology, où il a obtenu un doctorat en physique des particules en 1980. Le comité de thèse de Wolfram était composé de Richard Feynman, Peter Goldreich, Frank J. Sciulli et Steven Frautschi, et était présidé par Richard D. Field,.

## Carrière
À l'âge de 15 ans, Wolfram a commencé ses recherches sur la théorie quantique des champs appliquée et la physique des particules et a publié des articles scientifiques dans des revues scientifiques à comité de lecture, notamment Nuclear Physics, Australian Journal of Physics, Nuovo Cimento et Physical Review. Travaillant de manière indépendante, Wolfram a publié un article largement cité sur la production de quarks lourds à l'âge de 18 ans, ainsi que neuf autres articles. Les travaux de Wolfram avec Geoffrey C. Fox sur la théorie de l'interaction forte sont toujours utilisés en physique expérimentale des particules.
Après son doctorat, Wolfram a rejoint la faculté de Caltech et est devenu le plus jeune à recevoir la bourse MacArthur en 1981, à l'âge de 21 ans.

### Systèmes complexes et automates cellulaires
En 1983, Wolfram est parti pour la School of Natural Sciences de l'Institute for Advanced Study à Princeton. À cette époque, il ne s'intéresse plus à la physique des particules. Au lieu de cela, il a commencé à étudier les automates cellulaires, principalement à l'aide de simulations informatiques. Il a rédigé une série d'articles étudiant systématiquement la classe des automates cellulaires élémentaires, concevant le code Wolfram, un système de dénomination pour les automates cellulaires unidimensionnels et un système de classification pour la complexité de leur comportement.
Il a conjecturé que l'automate cellulaire correspondant au motif 110 pourrait être Turing-complet, ce qu'un assistant de recherche de Wolfram, Matthew Cook, a prouvé plus tard. Wolfram a poursuivi Cook en justice et a temporairement bloqué la publication du travail sur le motif 110 pour avoir prétendument violé un accord de non-divulgation, jusqu'à ce que Wolfram puisse publier le travail dans son livre controversé A New Kind of Science (Un nouveau type de science),. Les travaux de Wolfram sur les automates cellulaires ont été cités dans plus de 10 000 articles.
Au milieu des années 1980, Wolfram a travaillé sur des simulations de processus physiques (tels que la turbulence) avec des automates cellulaires sur la Connection Machine aux côtés de Richard Feynman et a contribué à lancer le domaine des systèmes complexes. En 1984, il a participé aux ateliers fondateurs de l'Institut de Santa Fe, aux côtés des lauréats du prix Nobel Murray Gell-Mann, Manfred Eigen et Philip Warren Anderson, ainsi que du futur lauréat Frank Wilczek. En 1986, il fonde le Centre de recherche sur les systèmes complexes (CCSR) à l'université de l'Illinois à Urbana-Champaign. En 1987, il crée la revue Complex Systems.

### Programme de manipulation symbolique
Wolfram a dirigé le développement du système de calcul formel SMP (Symbolic Manipulation Program, en.) au sein du département de physique de Caltech en 1979-1981. Un différend avec l'administration au sujet des droits de propriété intellectuelle concernant le SMP — brevets, droits d'auteur et participation de la faculté à des entreprises commerciales — l'a finalement conduit à démissionner de Caltech. Le SMP a été développé et commercialisé par l’Inference Corp. de Los Angeles entre 1983 et 1988.

### Mathematica
En 1986, Wolfram a quitté l'Institute for Advanced Study pour l'université de l'Illinois à Urbana-Champaign, où il avait fondé le Center for Complex Systems Research, et a commencé à développer le système de calcul formel Mathematica, qui a été lancé pour la première fois le 23 juin 1988, date à laquelle il a quitté le monde universitaire. En 1987, il a fondé la société Wolfram Research qui continue à développer et à commercialiser le programme.

### A New Kind of Science
De 1992 à 2002, Wolfram a travaillé sur son livre controversé A New Kind of Science, qui présente une étude empirique des systèmes informatiques simples. En outre, il affirme que, pour des raisons fondamentales, ces types de systèmes, plutôt que les mathématiques traditionnelles, sont nécessaires pour modéliser et comprendre la complexité de la nature. La conclusion de Wolfram est que l'univers est discret dans sa nature et qu'il fonctionne selon des lois fondamentales qui peuvent être décrites comme des programmes simples. Il prédit que la prise de conscience de ce fait par les communautés scientifiques aura une influence révolutionnaire sur la physique, la chimie, la biologie et la majorité des domaines scientifiques en général, d'où le titre de l'ouvrage. Le livre a été accueilli avec scepticisme et critiqué parce que Wolfram s'attribuait le mérite du travail d'autres personnes et tirait des conclusions sans preuve à l'appui,.

### Moteur de connaissance informatique Wolfram Alpha
En mars 2009, Wolfram a annoncé WolframAlpha, un système de questions-réponses. WolframAlpha a été lancé en mai 2009, et une version payante avec des fonctionnalités supplémentaires a été lancée en février 2012. Cette version a été critiquée pour son prix élevé, qui a ensuite été ramené de 50,00 $ à 2,00 $,. Le moteur est basé sur le traitement automatique du langage naturel et sur une vaste bibliothèque d'algorithmes basés sur des règles. L'interface de programmation d'applications permet à d'autres applications de développer et d'améliorer Wolfram Alpha.

### Touchpress
En 2010, Wolfram a cofondé Touchpress (en.) avec Theodore Gray, Max Whitby et John Cromie. L'entreprise s'est spécialisée dans la création d'applications et de jeux de qualité supérieure couvrant un large éventail de sujets éducatifs et destinés aux enfants, aux parents, aux étudiants et aux enseignants. Depuis son lancement, Touchpress a publié plus de 100 applications. L'entreprise n'est plus en activité.

### Wolfram Language
En mars 2014, lors de l'événement annuel South by Southwest (SXSW), Wolfram a officiellement annoncé Wolfram Language comme étant un nouveau langage de programmation général multiparadigme, bien qu'il ait été précédemment disponible par l'intermédiaire de Mathematica et qu'il ne s'agisse pas d'un langage de programmation entièrement nouveau. La documentation du langage a été prépubliée en octobre 2013 pour coïncider avec l'intégration de Mathematica et du langage Wolfram dans chaque ordinateur Raspberry Pi, ce qui a suscité une certaine controverse en raison de la nature propriétaire du langage Wolfram. Bien que le langage Wolfram existe depuis plus de 30 ans en tant que principal langage de programmation utilisé dans Mathematica, il n'a été officiellement nommé qu'en 2014 et n'est pas largement utilisé,.

### Projet de physique Wolfram
En avril 2020, Wolfram a annoncé le projet de physique Wolfram dans le but de réduire et d'expliquer toutes les lois de la physique dans le cadre d'un paradigme de l'hypergraphe transformé par des règles de réécriture minimales qui obéissent à la propriété de Church-Rosser,. Cet effort poursuit les idées qu'il a décrites à l'origine dans A New Kind of Science. Wolfram affirme qu'« à partir d'un modèle extrêmement simple, nous sommes capables de reproduire la relativité restreinte, la relativité générale et les principaux résultats de la mécanique quantique ». Les physiciens ne sont généralement pas impressionnés par les affirmations de Wolfram, et affirment que les résultats de Wolfram ne sont non quantitatifs et arbitraires,.

## Centres d'intérêt et activités personnelles
Wolfram dispose d'un vaste registre d'analyses personnelles, comprenant les e-mails reçus et envoyés, les frappes au clavier, les réunions et événements auxquels il a participé, les enregistrements d'appels téléphoniques et même les mouvements physiques remontant aux années 1980. Dans la préface du livre A New Kind of Science, il indique qu'il a enregistré plus de cent millions de frappes au clavier et cent kilomètres de souris. Il a déclaré que « [l'analyse personnelle] peut nous donner une toute nouvelle dimension pour vivre notre vie ». Stephen Wolfram a participé en tant que consultant scientifique au film Premier Contact, sorti en 2016. Lui et son fils Christopher Wolfram ont écrit une partie du code présenté à l'écran, comme le code des graphiques illustrant une analyse des logogrammes extraterrestres, pour lequel ils ont utilisé le langage Wolfram,.